# Epistephium portellianum
Epistephium portellianum là một loài thực vật có hoa trong họ Lan. Loài này được Barb.Rodr. mô tả khoa học đầu tiên năm 1877.